# PKP Group

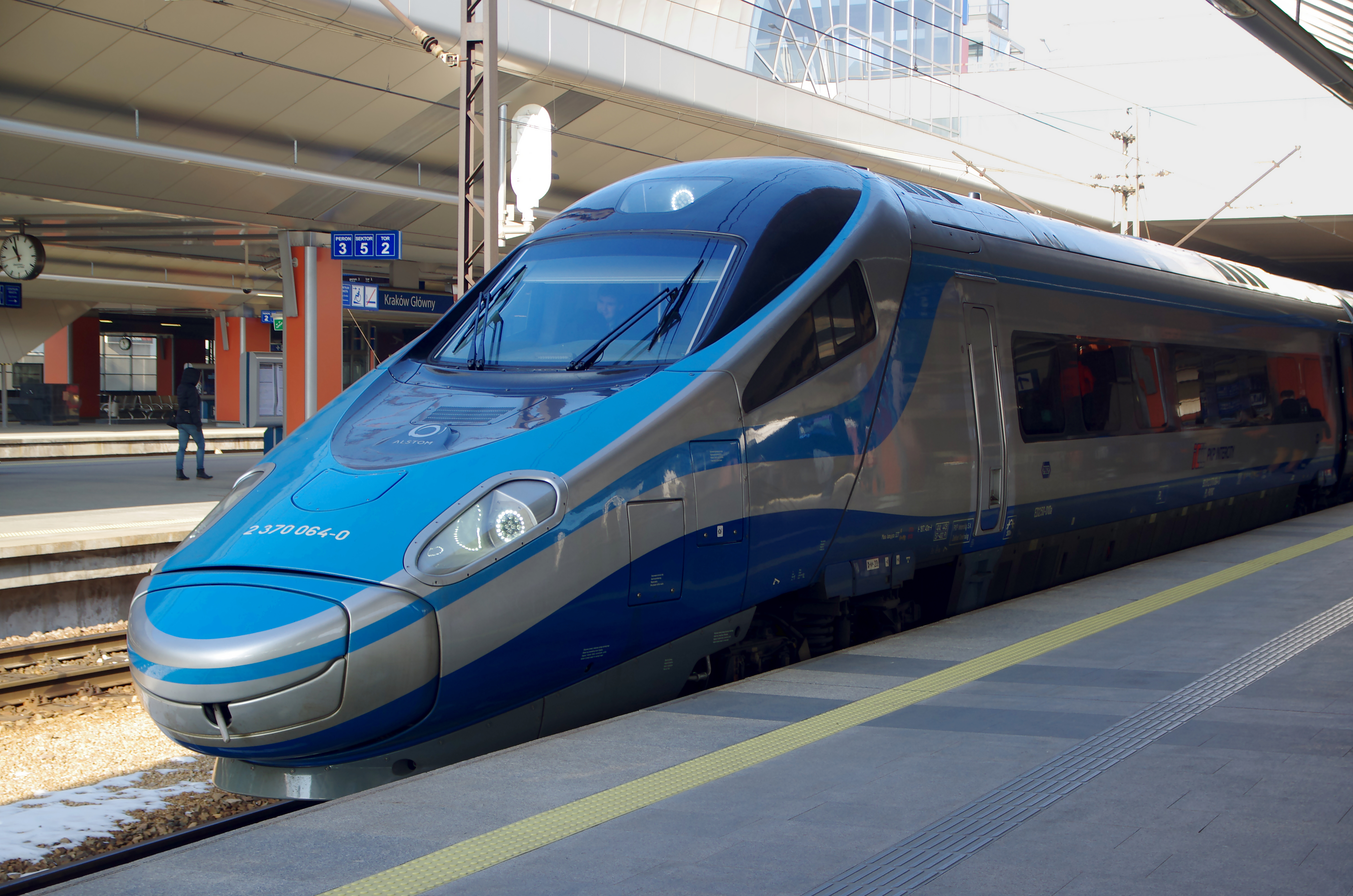
PKP Pendolino ED250

PKP Group es un Grupo de empresas polaco de propiedad estatal que opera y gestiona la gran mayor parte del transporte ferroviario de dicho país. El grupo fue creado en 2001 con el fin de cumplir con los requisitos que reclama la Unión Europea en cuanto a dicho medio, la cual exige la división de la gestión de infraestructuras y las operaciones de servicios, tanto de cargas como de pasajeros, en dos o más empresas distintas.  

## Estructura empresarial
El grupo, de propiedad mayortariamente estatal, está conformado por las varias sociedades anónimas que surgieron en el año 2001 partir de la división de la antigua empresa estatal Ferrocarriles Nacionales Polacos (hoy PKP S. A.), que tenía el monopolio total por ferrocarril y que no encajaba con los estándares de la Unión Europea antes de que Polonia comenzara a formar parte de ésta en 2004. Dichas empresas se encuentran desde hace años a la espera de sus respectivas privatzciones como fue acordado en un comienzo. 
Las empresas son:
- Polskie Koleje Państwowe S. A. (PKP S. A.): Es la empresa principal del grupo y cuenta con distintas subcidiarias dedicadas a las operaciones:
  - PKP Cargo: Subsidiaria responsable de las operaciones de transporte de cargas.
  - PKP Intercity: Subsidiaria semiindependiente responsable del servicio de transporte de pasajeros a larga distancia.
  - PKP Linia Hutnicza Szerokotorowa S. A.(PKP LHS S. A.): Subsidiaria dedicada al transporte de cargas de la línea de trocha ancha Hrubieszów-Sławków.
  - PKP Szybka Kolej Miejska S. A. (PKP SKM S. A.): Subsidiaria responsable del transporte de pasajeros en el área de Triciudad.
- PKP Polskie Linie Kolejowe S. A. (PKP PKL S.A.): Es la empresa encargada del mantenimiento de la infraestructura.
- PKP Informatyka S. A.: Servicio informático.
- PKP Energetyka S. A.: Es la empresa encargada de suministrar de energía eléctrica al sistema ferroviario.
- PKP Telekomunikacja Kolejowa S. A. (PKP TK Telekom S. A.): Servicios de telecomunicación tamto dentro comopmo fuera de PKP Group.